# Обуховский проезд
Обу́ховские прое́зды — группа из пяти номерных проездов в Санкт-Петербурге во Фрунзенском районе в историческом районе Обухово, часть из которых проектируется и достраивается (по состоянию на 2022 год). Территория относится к зоне промышленно-складской застройки. Ранее безымянные дороги получили названия 1–4 Обуховских проездов в 2015 году, о 5-м проезде стало известно в 2022 году.
К территории примыкает проспект Девятого Января и Грузовой проезд, ведущие в Купчино. Обуховские проезды находятся внутри системы железнодорожных магистральных, соединительных, станционных и подъездных путей массивной железнодорожной развязки при бывшей станции (ныне платформе) Обухово. Исторически и инфраструктурно значимая развязка, известная среди железнодорожников как «гитара», разделяет Главный ход ОЖД, Петербурго-вологодскую железную дорогу и Южную портовую ветвь. К востоку от участка протекает река Мурзинка, с юга примыкает Троицкое поле.
В годы войны местность относилась ко второй линии обороны Ленинграда в связи с чем на 1-м Обуховском проезде находится памятник-ДОТ, относящийся к возводимому в 1943 году оборонительному рубежу «Ижора» (см. далее).

## 1-й Обуховский проезд
1-й Обуховский проезд начинается от пересечения Полевой улицы и 2-го Обуховского проезда и заканчивается, пересекая 3-й Обуховский проезд. Располагается за КАДом. В реестре городских названий 1-й Обуховский проезд появился в 2016 году. В этом документе проезд определён как идущий «от кольцевой автодороги вокруг Санкт-Петербурга до ж.-д. линии». Ближайшая к 1-му Обуховскому проезду станция метро — «Обухово». Также рядом находится железнодорожная платформа «Обухово».

### Здания и достопримечательности
- Дом № 6 — одноэтажное здание, вероятней всего дореволюционной постройки. Всегда относилось к железной дороге[7].
- Дом № 8 — одноэтажное здание с мезонином в «кирпичном» стиле, построенное, вероятно, на рубеже XIX—XX веков для нужд железной дороги. В настоящее время не используется[7][8].
- Находящееся рядом тоже историческое здание (официальный адрес — станция Обухово, дом 8а) было, по данным 2013 года, отдано городскими властями на слом[8].
- Рядом с домом № 8а находится ДОТ рубежа «Ижора», построенный во время войны в 1943 году — объект культурного наследия регионального значения, относящегося к памятнику «Комплекс фортификационных и оборонительных сооружений Ленинграда 1920-х-1940-х» годов[9][10]  Объект культурного наследия народов РФ регионального значения. Рег. № 781510331730685 (ЕГРОКН). Объект № 7830333000 (БД Викигида).

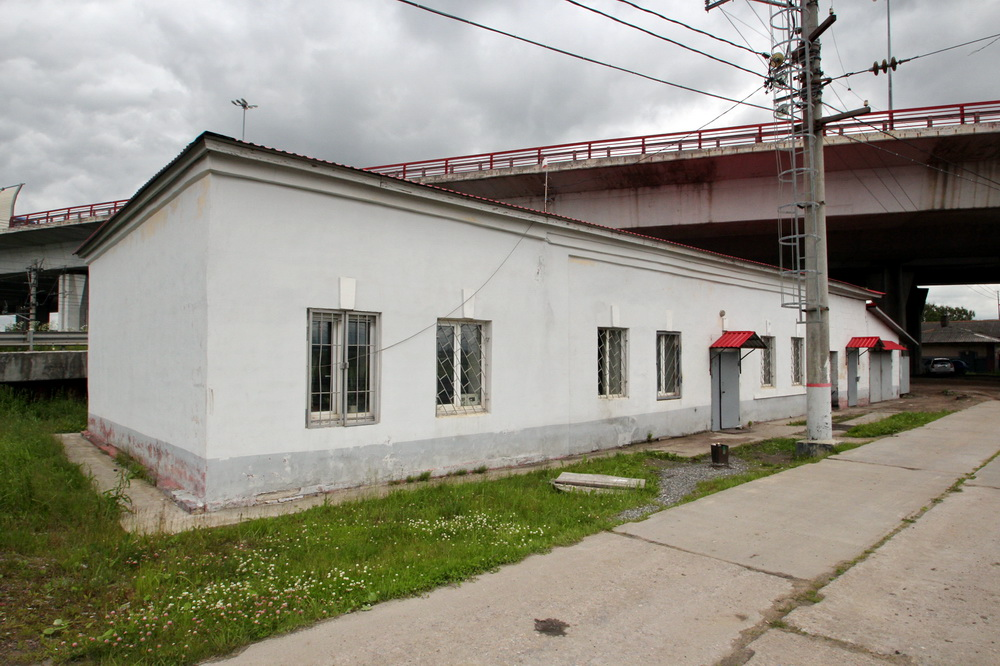
Дом № 6
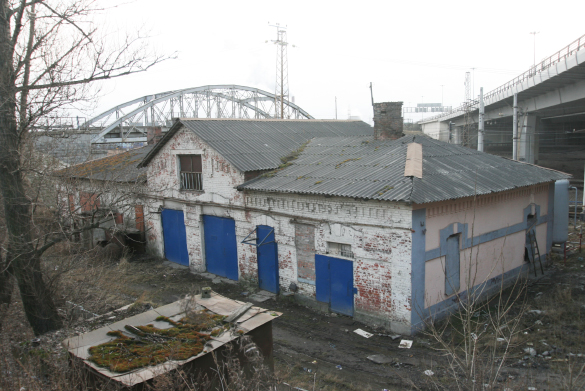
Дом № 8
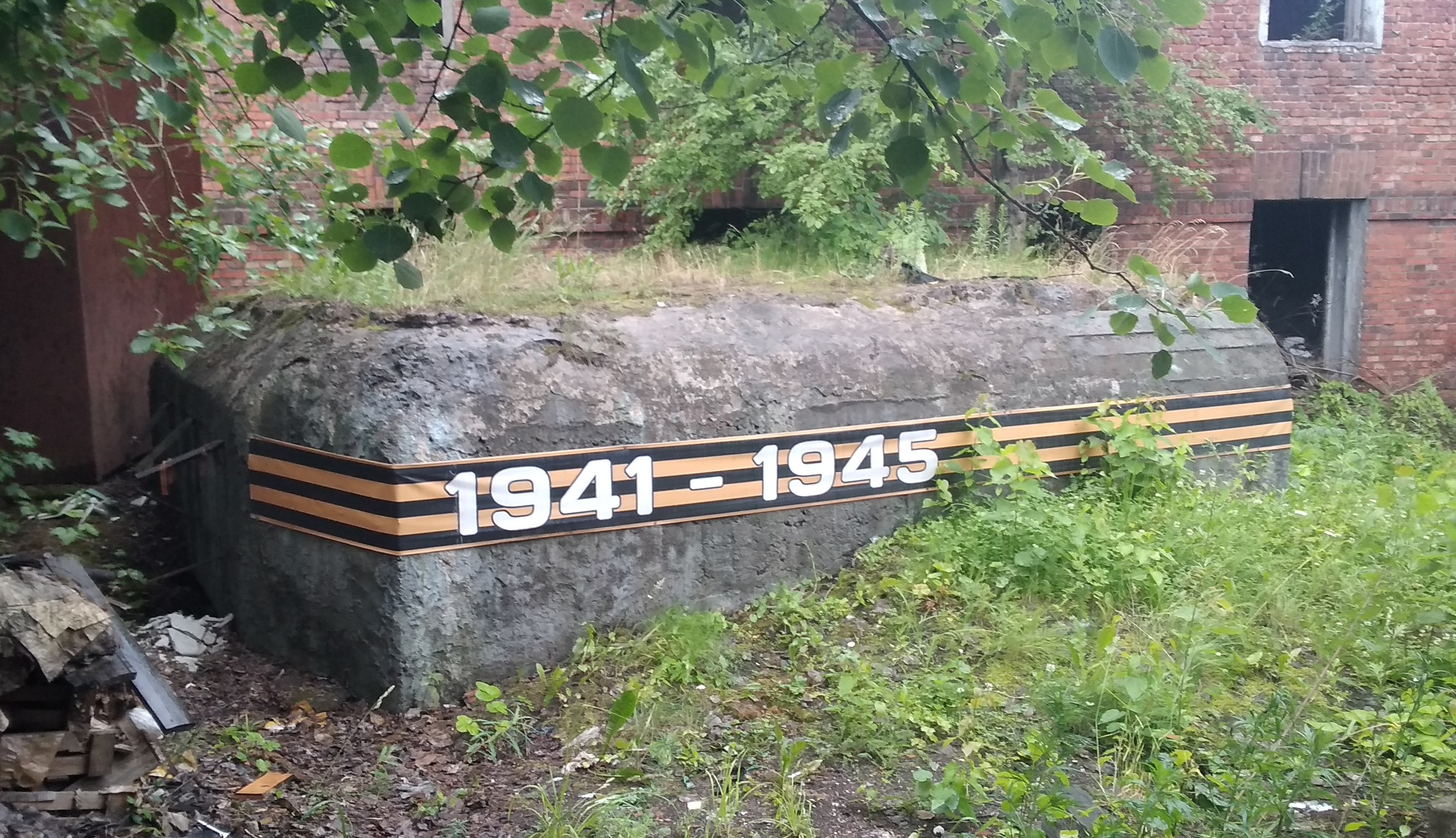
ДОТ у дома № 8а

## 2-й Обуховский проезд

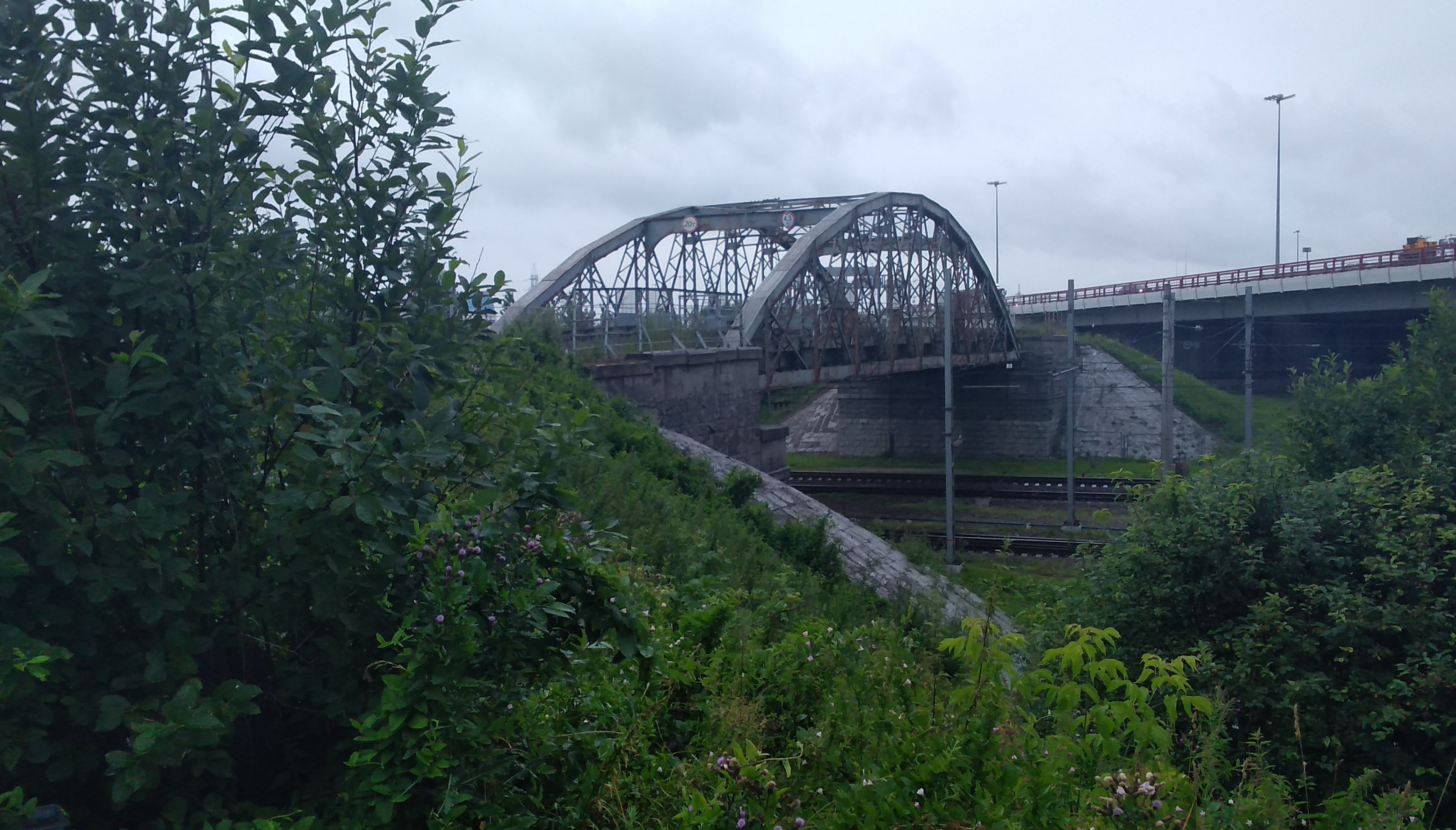
Обуховский путепровод

К проезду примыкает построенный в 1908 году Обуховский путепровод, являющийся частью развязки, которая соединяет Обухово и Купчино.

## 3-й Обуховский проезд
Перпендикулярен 1-му.

## 4-й Обуховский проезд
Планируется.

## 5-й Обуховский проезд
Планируется.